# Густав Вайганд
Густав Вайганд (на немски: Gustav Weigand) е германски езиковед, специалист по балканските езици и особено балканските романски езици - румънски, арумънски и мъгленорумънски. Вайганд има важни приноси в румънската диалектология и в изследването на връзките между езиците в Балканския езиков съюз.

## Биография
Роден в Дуйсбург, Вайганд учи романска филология в Лайпциг и в 1888 година пише докторат върху арумънския език в района на Олимп. Хабилитационният му труд от 1892 година е върху мъгленорумъните. На следната 1893 година Вайганд основава Румънския институт към Лайпцигския университет, първата подобна институция извън Румъния. От 1896 година е професор по романско и балканско езикознание и етнография в Лайпцигския университет.
Вайганд прави много теренни проучвания на Балканите, за които му спомага доброто познаване на повечето балкански езици – албански, арумънски, български (западен и източен диалект), гръцки (димотики и катаревуса), сръбски, турски и ладински. В 1908 година публикува „Лингвистичен атлас на румънското езиково землище“, първия подобен труд в областта на романската лингвистика. През Първата световна война извършва етнографски проучвания в Македония, чиито резултати са публикувани в 1923 година под заглавието „Етнография на Македония“.
Вайганд е член-кореспондент на Румънската академия (от 1892 г.) и на Българската академия на науките (от 1902 г.), както и член на Македонския научен институт в София. Вайганд участва в подготовката на Албум-алманах „Македония“ в 1931 година.

## Памет
На Густав Вайганд са наречени улици в София (Карта), Пловдив и Варна.

## По-важни трудове
- (1888): Die Sprache der Olympo-Walachen. PhD thesis, University of Leipzig.
- (1892): Vlacho-Meglen. Eine ethnographisch-philologische Untersuchung. Leipzig.
- (1894): Die Aromunen / Ethnographisch – Philologisch – Historische Untersuchungen. Leipzig.
- (1908): Linguistischer Atlas des dacorumänischen Sprachgebiets. Leipzig: Barth.
- (1923): Ethnographie Makedoniens. Leipzig.